# أبو زيد القرشي
أبو زيد القُرَشِيّ هو أبو زيد محمد بن الخطاب البري القُرَشِيّ وكنيته أبو زيد، صاحب كتاب جمهرة أشعار العرب. يرجّح بعض المؤرخين منهم أحمد أمين أنه توفي سنة 170 هـ. وقد ذكر ذلك سليمان البستاني في مقدمته الإلياذة، كما ذكره جرجي زيدان في كتابه تاريخ آداب العربية. فجعله من رجال القرن الثالث، أما علي الهاشمي محقق الجمهرة فيقول: "وبذلك يتضافر الدليلان الداخلي والخارجي على أن أبا زيد محمد بن أبي الخطاب القرشي من رجال القرن الثالث ومطلع القرن الرابع وأن وفاته كانت ما بين سنة 300-310 هـ، تقريبًا كما أسلفنا فيكون كتابه وليد أواخر القرن الثالث أو مطلع القرن الرابع.